# アヤーン・ムカルジー
アヤーン・ムカルジー（Ayan Mukerji、1983年8月15日 - ）は、インドのヒンディー語映画で活動する映画監督、映画プロデューサー、脚本家。インド映画界の名門ムカルジー＝サマルト家の出身で、2009年に『Wake Up Sid』で監督デビューし、興行的・批評的に成功を収めた。2013年に『若さは向こう見ず』を監督して当時の興行記録を塗り替え、2022年には『ブラフマーストラ』を監督し、「アストラバース三部作」の製作を開始した。

## 生い立ち
コルカタのベンガル系ヒンドゥー教徒のデーブ・ムカルジーの息子として生まれる。ムカルジー家はアヤーンの祖父サシャダール・ムカルジーがベンガル語映画の道に進んだ1930年以降、インド映画界で活動している。サシャダールはフィルミスタンの設立者の一人で、映画プロデュサーとして『Dil Deke Dekho』『Love in Simla』『Ek Musafir Ek Hasina』『Leader』などを製作した。フィルミスタンは1964年に閉鎖されたが、跡地は映画スタジオとして活用され、現在もムカルジー家が所有している。
アヤーンの祖母サチデーヴィ・ムカルジー（旧姓：ガングリー）はアショーク・クマール、アヌープ・クマール、キショール・クマールの妹であり、サシャダールの兄弟にはプラボード・ムカルジー（映画プロデューサー）、スボード・ムカルジー（映画監督）、ラヴィンドラ・モーハン・ムカルジー（ラーニー・ムカルジーの祖父）がいる。また、アヤーンの父の兄弟にはジョイ・ムカルジー、スビール・ムカルジー、ショーム・ムカルジー（カジョール、タニシャー・ムカルジーの父）がいる。
アヤーンはムンバイのヴァイレ・パーレにあるジャムナバーイー・ナールシー・スクールを卒業後、ラジーヴ・ガンディー工科大学に進学するが1年で中退し、アシュトーシュ・ゴーワリケール（姉妹スニタ・ゴーワリケールの夫）の『Swades』に参加し、クラッパーボーイを務めた。

## キャリア
アヤーン・ムカルジーは『Swades』で映画界のキャリアをスタートさせ、次にカラン・ジョーハルの『さよならは言わないで』に参加した。その後、映画製作の現場から離れて『Wake Up Sid』の脚本を執筆し、2009年に同作を製作して監督デビューした。同作ではランビール・カプール、コーンコナー・セーン・シャルマーを起用して興行的・批評的に成功を収め、アヤーンはフィルムフェア賞 新人監督賞を受賞した。
2013年にはダルマ・プロダクションの下で、ランビール・カプール、ディーピカー・パードゥコーンを起用した『若さは向こう見ず』を製作した。同作は公開1週間で興行収入10億ルピーを記録するヒット作となり、当時のインド映画歴代興行成績第3位にランクインしている。また、アヤーンは同作でフィルムフェア賞 監督賞にノミネートされた。
2022年にはランビール・カプール、アーリヤー・バット、モウニー・ロイ、アッキネーニ・ナーガールジュナ、アミターブ・バッチャンを起用して『ブラフマーストラ』を製作した。同作は「アストラバース三部作」の第一作目で、世界興行収入は43億1000万ルピーを超え、2022年のヒンディー語映画年間興行成績第1位、2022年のインド映画年間興行成績第6位、インド映画歴代興行成績第21位にランクインするヒット作となった。Box Office Indiaは『ブラフマーストラ』の興行成績について「ヒット」の評価を与えている。

## フィルモグラフィー
| 年   | 作品名                  | 監督   | 脚本 | 製作 | 備考                       |
| ---- | ----------------------- | ------ | ---- | ---- | -------------------------- |
| 2004 | Swades                  | 助監督 | Yes  | No   |                            |
| 2005 | Home Delivery           | No     | No   | No   | カメオ出演                 |
| 2006 | さよならは言わないで    | 助監督 | No   | No   | カメオ出演                 |
| 2009 | Wake Up Sid             | Yes    | Yes  | No   |                            |
| 2013 | 若さは向こう見ず        | Yes    | Yes  | No   | カメオ出演                 |
| 2022 | ブラフマーストラ        | Yes    | Yes  | Yes  |                            |
| 2023 | タイガー 裏切りのスパイ | Yes    | No   | No   | ポストクレジットシーンのみ |

## 賞歴
| 受賞年                                         | 部門                       | 作品名           | 結果             | 出典             |
| フィルムフェア賞                               | フィルムフェア賞           | フィルムフェア賞 | フィルムフェア賞 | フィルムフェア賞 |
| ---------------------------------------------- | -------------------------- | ---------------- | ---------------- | ---------------- |
| 2010年                                         | 監督賞                     | Wake Up Sid      | ノミネート       | [ 15 ]           |
| 2010年                                         | 新人監督賞                 | Wake Up Sid      | 受賞             | [ 15 ]           |
| 2014年                                         | 監督賞                     | 若さは向こう見ず | ノミネート       | [ 16 ]           |
| 国際インド映画アカデミー賞                     |                            |                  |                  |                  |
| 2010年                                         | 監督賞                     | Wake Up Sid      | ノミネート       | [ 17 ]           |
| 2010年                                         | 原案賞                     | Wake Up Sid      | ノミネート       | [ 17 ]           |
| 2023年                                         | 監督賞                     | ブラフマーストラ | ノミネート       | [ 18 ]           |
| 2023年                                         | 脚本賞                     | ブラフマーストラ | ノミネート       | [ 18 ]           |
| ジー・シネ・アワード                           |                            |                  |                  |                  |
| 2014年                                         | 監督賞                     | 若さは向こう見ず | 受賞             | [ 19 ] [ 20 ]    |
| 2014年                                         | 脚本賞                     | 若さは向こう見ず | 受賞             | [ 19 ] [ 20 ]    |
| 2014年                                         | 原案賞                     | 若さは向こう見ず | ノミネート       | [ 19 ] [ 20 ]    |
| 2014年                                         | 台詞賞                     | 若さは向こう見ず | ノミネート       | [ 19 ] [ 20 ]    |
| 2023年                                         | 監督賞                     | ブラフマーストラ | 受賞             | [ 21 ] [ 22 ]    |
| 2023年                                         | 作品賞                     | ブラフマーストラ | ノミネート       | [ 21 ] [ 22 ]    |
| 2023年                                         | 審査員選出作品賞           | ブラフマーストラ | 受賞             | [ 21 ] [ 22 ]    |
| スター・スクリーン・アワード                   |                            |                  |                  |                  |
| 2010年                                         | 新人監督賞                 | Wake Up Sid      | ノミネート       | [ 23 ]           |
| 2014年                                         | 監督賞                     | 若さは向こう見ず | ノミネート       | [ 24 ]           |
| スターダスト・アワード                         |                            |                  |                  |                  |
| 2010年                                         | 新人監督賞                 | Wake Up Sid      | 受賞             | [ 25 ]           |
| 製作者組合映画賞                               |                            |                  |                  |                  |
| 2010年                                         | 新人監督賞                 | Wake Up Sid      | 受賞             | [ 26 ]           |
| 2010年                                         | 監督賞                     | Wake Up Sid      | ノミネート       | [ 26 ]           |
| 2010年                                         | 原案賞                     | Wake Up Sid      | ノミネート       | [ 26 ]           |
| 2014年                                         | 監督賞                     | 若さは向こう見ず | ノミネート       | [ 27 ]           |
| 2014年                                         | 脚本賞                     | 若さは向こう見ず | ノミネート       | [ 27 ]           |
| ビッグ・スター・エンターテインメント・アワード |                            |                  |                  |                  |
| 2014年                                         | エンターテインメント監督賞 | 若さは向こう見ず | ノミネート       | [ 28 ]           |